# أندريه هانسن
أندريه هانسن (بالنرويجية البوكمول: André Hansen)‏ (17 ديسمبر 1989 أوسلو النرويج - ) هو لاعب كرة قدم نرويجي يلعب كحارس مرمى.

## وصلات خارجية
أندريه هانسن على موقع الاتحاد الدولي (مؤرشف)  (الإنجليزية)
- أندريه هانسن على موقع الاتحاد الأوربي (الإنجليزية)
- أندريه هانسن على موقع اتحاد النرويج (النرويجية)
- أندريه هانسن على موقع قاعدة بيانات كرة القدم.إي يو (الإنجليزية)
- أندريه هانسن على موقع ناشيونال فوتبول تيمز (الإنجليزية)
- أندريه هانسن على موقع Soccerway.com (الإنجليزية)
- أندريه هانسن على موقع عالم كرة القدم.نت (الإنجليزية)
- أندريه هانسن على موقع AS.com (الإسبانية)